# Myasnikyan
Myasnikyan là một đô thị thuộc tỉnh Armavir, Armenia. Dân số ước tính năm 2011 là 4574 người.